# Cómo hacer cosas con palabras
Cómo hacer cosas con palabras (título original: How to do Things with Words) es una obra de John Langshaw Austin, publicada en Inglaterra en 1962 (edición póstuma) a partir de una serie de conferencias dadas en 1955 en la Universidad de Harvard, en el marco de las Conferencias William James Lectures. De este libro nació la teoría de los actos de habla, que dará lugar a la lingüística prágmatica contemporánea y a la filosofía del lenguaje ordinario.
Con este libro, J. L. Austin continúa los estudios de Émile Benveniste, Karl Bühler, Roman Jakobson, Charles Bally, Bronislaw Malinowski y Ludwig Wittgenstein. Con un método de trabajo innovador y didáctico desarrolla en doce conferencias sus teorías de los actos de habla, diferenciando dos tipos de enunciados: el enunciado constatativo y el enunciado performativo (o realizativo). Un enunciado es performativo cuando no se constata o describe nada sino que se realiza un acto. El performativo es sometido a condiciones de “acierto”, dependiendo de un contexto situacional (o circunstancial).
A lo largo de sus estudios, se da cuenta de que también los constatativos dependen de condiciones, así que amplía el criterio performativo a todos los enunciados. Por tanto, elabora una taxonomía de las diferentes maneras que podemos tener de “hacer” algo al decir algo, dividido en tres categorías: el acto locutivo (decir algo es hacer algo), el acto ilocutivo (al decir algo estamos haciendo algo) y el acto perlocutivo (porque decimos algo estamos haciendo algo). Reconoce en el acto ilocutivo el acto esencial de la palabra, por lo tanto intenta establecer una taxonomía de los diferentes valores que pueden adoptar los verbos de un acto ilocutivo.
La muerte le impide continuar sus estudios. John Searle, considerado como el sucesor más directo de Austin, continúa sus investigaciones, volviendo a examinar la clasificación de los valores ilocutivos. Las teorías de Austin reciben también dos críticas principales: la de Dan Sperber y Deirdre Wilson, y la de John-Robert Ross, seguido por George Lakoff.

## Los precursores
Antes del trabajo de Austin, Émile Benveniste había ya señalado diferentes formas de frases que llevan a distinguir diferentes modalidades de oraciones: las asertivas, interrogativas e imperativas. Karl Bühler también señala tres funciones del lenguaje: las funciones de representación, de expresión y de llamada (o apelación). Roman Jakobson retoma este trabajo, renombrando estas funciones del lenguaje como referencial, expresiva y conativa, a las cuales añade las funciones fática, metalingüista y poética. En cuanto a Charles Bally, descompone el contenido de un enunciado en un modus aplicado a un dictum, lo que John Searle propondrá más tarde como valor ilocutivo aplicado a un contenido proposicional. Bronislaw Malinowski, desde una perspectiva etnográfica, propone la idea de lenguaje-acción, “el lenguaje es esencialmente un instrumento para la acción” Por último, Ludwig Wittgenstein es un precursor de la teoría de los actos de habla. Su pensamiento se puede resumir en esta frase: “el sentido es el uso”

## Método de trabajo
El método de trabajo de Austin es innovador en todos los sentidos. Denomina a su manera de filosofar “fenomenología lingüística”.
No considera el análisis del lenguaje como tal, sino como una filosofía que trata del lenguaje, con el fin de estudiar los fenómenos. Su método para analizar el lenguaje se basa en el tanteo, la minuciosidad, y la preocupación por los detalles. Postula observar el lenguaje, desconfiar de él, desfigurarlo, incluso desbaratarlo.
Por eso, el analista debe imaginar situaciones nuevas o inéditas aun cuando sean extrañas o extremadamente triviales. Hacer el inventario completo de las posibilidades de enunciaciones y listas exhaustivas de actos de habla permite estar frente a la “situación total”, apta para hacer surgir respuestas a las preguntas filosóficas.
Tiene una confianza inquebrantable y exclusiva en su método, aunque pueda parecer laborioso a la vista de todas las posibilidades de enunciaciones. Para él, los empleos del lenguaje no son infinitos, por lo tanto es posible y necesario establecer un repertorio lo más amplio posible para llegar a un método exacto. De esa manera, se opone tanto a la abstracción filosófica como a la abstracción gramatical.

## Cómo hacer cosas con palabras
Esta sección pretende resumir de forma exhaustiva las innovaciones introducidas por la serie de doce conferencias que Austin dirigió en Harvard, reunidas bajo el título Cómo hacer cosas con palabras.

### Primera conferencia

#### La distinción entre los enunciados constatativos y performativos
Después de haber observado que la categoría gramatical de las “afirmaciones” es demasiado amplia, y suele clasificarse en la categoría de las “seudo-afirmaciones” - porque no lo son -, Austin concluye que los filósofos consideran con frecuencia “que muchas expresiones que parecen enunciados, o bien no son formuladas en absoluto para registrar o suministrar información directa acerca de los hechos, o tienen ese propósito solo en parte”. Por ello, establece diferencias entre dos tipos de enunciados: los constatativos y los performativos.
Los enunciados constatativos califican los enunciados que son solo verdaderos o falsos, sin que “hagan” algo. Al contrario, los enunciados performativos no son ni ciertos ni falsos, ni la expresión de un sinsentido. Pretenden “hacer” algo (apostar, casarse, etc.) y necesitan a menudo recurrir a un añadido a las propias palabras: es lo que Austin llama el contexto situacional (o circunstancial).

### Segunda conferencia
Cuando algunas circunstancias están ausentes (por ejemplo, en el caso de un matrimonio, si el enunciado “yo os declaro marido y mujer” es pronunciado por cualquier persona y no por el alcalde), el enunciado performativo no se vuelve falso, simplemente el acto pretendido no se ha producido. Puede también haber sido cumplido de mala fe (por ejemplo, si la persona que se casa dice “Sí, quiero”, cuando no lo quiere), o no haber aparecido en toda su plenitud.
Cuando la acción cumplida por un enunciado performativo llega a buen término, se llama afortunado. En el caso contrario, se llama desafortunado. Esos conceptos de enunciados performativos afortunado o desafortunado se oponen a los enunciados constatativos, que son verdaderos o falsos.
Todas las circunstancias que provocan la no-realización del acto son llamadas “infortunios”. Austin los clasifica según las condiciones a cuya vulneración corresponden.

### Tercera y cuarta conferencias
Llegado a este punto, Austin se da cuenta de que los enunciados constatativos dependen también de circunstancias, y a menudo son las mismas que para los performativos. Por ello, debe buscar otros criterios para diferenciar los constatativos de los performativos.

### Quinta conferencia
Selecciona el criterio gramatical: “Nos sentiríamos inclinados a decir que toda expresión que es en realidad un realizativo tendría que ser reducible, expansible o analizable de modo tal que se obtuviera una forma en la primera persona singular del presente del indicativo en la voz activa (gramatical).”

### Sexta y séptima conferencias
Cae en la cuenta de que la categoría de los constatativos es muy amplia, y que, a pesar de sus intentos para diferenciarlos, muchos enunciados son constatativos y performativos a la vez, dependiendo de las circunstancias.
Si no hay criterios gramaticales, y tampoco pruebas infalibles que permitan diferenciar sin ninguna duda los performativos de los constatativos, hay que “comenzar de nuevo”, planteando las preguntas fundamentales: “Es menester que reconsideremos de un modo más general los sentidos en que decir algo puede ser hacer algo, o en que al decir algo hacemos algo.”

### Octava conferencia
Resuelve sus planteamientos anteriores dividiendo los actos de habla en tres categorías:

#### El acto locutivo
Austin plantea, como punto de partida, que una enunciación consiste al menos, en un acto fonético – producir determinados sonidos –, un acto fático – enunciar determinados vocablos con una construcción determinada y con una entonación determinada –, y por último un acto rético – emplear esos vocablos en un sentido, con una referencia determinada –. Esos tres actos permiten decir algo, es lo que Austin bautiza como el acto locutivo.

#### El acto ilocutivo
El acto ilocutivo es un acto locutivo, pero es un acto realizado al decir algo. Dicho de otro modo, el acto locutivo es sólo el acto de decir algo, mientras que el acto ilocutivo puede suponer diferentes empleos de una misma locución, según cómo sea entendida cuando es pronunciada (por ejemplo, según el contexto, decir “Tengo frío” puede significar el deseo de que el interlocutor cierre la ventana, preste su abrigo a su locutor, ser sólo una información sobre mi estado físico, etc.). Es el valor atribuido a la enunciación que funda el acto ilocutivo (orden, afirmación, pregunta, etc.)
Este acto debe ser producido de conformidad con una convención. Por ejemplo, si el acto es una promesa, la persona que formula el enunciado “Te prometo que” debe ser sincera, si no, el acto ilocutivo no podría realizarse.
Austin se da cuenta de que casi todos los enunciados pueden ser considerados como ilocutivos, por lo tanto no alcanza a definir de manera precisa esta categoría. No obstante, reconoce en el acto ilocutivo el acto esencial de la palabra.

#### El acto perlocutivo
El acto perlocutivo se realiza por el hecho de decir algo, el acto produce efectos o consecuencias sobre el interlocutor. Así, al contrario de un acto ilocutivo, se llama perlocutivas a las funciones del lenguaje que tienen un efecto indirecto sobre el interlocutor (adular, dar gusto, dar miedo, etc.) pero que no están inscritas explícitamente en el enunciado.

#### Resumen
Después de haber presentado los tres actos de habla del lenguaje, Austin resume la diferencia entre acto locutivo, ilocutivo y perlocutivo: “De modo similar podemos distinguir el acto locucionario ‘dijo que...’, el acto ilocucionario ‘sostuvo que...’, y el acto perlocucionario ‘me convenció de que...’ ” El acto locutivo posee una significación, el ilocutivo da un valor al hecho de decir algo, y el perlocutivo permite obtener algunos efectos gracias al enunciado.

### Novena conferencia
En esta conferencia, subraya la necesidad de distinguir el acto ilocutivo “al decir tal cosa lo estaba previniendo”, del acto perlocutivo “porque dije tal cosa lo convencí, o lo sorprendí o lo contuve”. Entonces, examina las consecuencias de los dos actos, y deduce que la diferencia esencial que existe entre ellos es que el acto ilocutivo es un acto convencional, mientras que el acto perlocutivo no lo es. Por ello, la distinción se queda confusa, porque puede ser difícil de definir dónde empiezan y acaban las convenciones.

### Décima conferencia
Tiene en cuentas dos fórmulas lingüísticas: “al decir x estaba haciendo y” o “hice y”, que corresponde a los actos ilocutivos, y “porque dije x hice y” o “estaba haciendo y”, que corresponde a los actos perlocutivos. Aunque este test no sea todavía suficiente para distinguir los dos actos, puede ayudar.

### Undécima conferencia
Llegado a este punto, se encuentra confrontado al problema de la distinción inicial entre los enunciados constatativos y performativos, que no es válida ya, porque el uno y el otro no tienen en cuenta el acto lingüístico total.

### Duodécima conferencia
Acaba por establecer una taxonomía de los diferentes valores que pueden adoptar los verbos de un acto ilocutivo: los judicativos (absolver, condenar, etc.), los ejercitativos (degradar, mandar, etc.), los compromisorios (prometer, hacer voto de, etc.), los comportativos (disculparse, agradecer, etc.) y los expositivos (afirmar, negar, etc.). Subraya que no está totalmente satisfecho con esa taxonomía.
Austin no consigue acabar su trabajo, la muerte le impedirá continuarlo. Searle va a retomar su programa. Es considerado como el sucesor más directo de la teoría de Austin.

## La evolución de la teoría de Austin

### John Searle
John Searle es un filósofo estadounidense contemporáneo. Continua la teoría de los actos de habla desarrollada por Austin. En Expression and Meaning: Studies in the Theory of Speech Acts, Searle vuelve a examinar la clasificación de los valores ilocutivos que Austin había presentado en su duodécima conferencia, y establece otra taxonomía en cinco clases de verbos: los representativos (afirmar, concluir, etc.), los directivos (ordenar, mandar, etc.), los conmisivos (prometer, jurar, etc.), los expresivos (disculparse, alegrarse, etc.) y los declarativos (declarar, o expresiones como “por la presente”, etc.)

### Las críticas
Las teorías de Austin reciben dos críticas principales: la de Dan Sperber y Deirdre Wilson, y la de John-Robert Ross, seguido por George Lakoff.
Sperber y Wilson son teóricos del Principio de Pertinencia. Suponen que en las numerosas enunciaciones es difícil e inútil determinar el valor ilocutivo. Por lo tanto, vuelven a tomar la taxonomía de los valores ilocutivos de Austin y de Searle, que dividen en tres clases, localizadas a partir de rasgos únicamente lingüísticos (léxico y sintaxis): “decir de” (oraciones declarativas), “decir que” (oraciones imperativas), y “pedir si” (oraciones interrogativas).
Ross, y después de él Lakoff, formulan la idea de que “las oraciones declarativas [...] deben ser analizadas como implícitamente performativas, y derivadas de una estructura profunda que contiene un verbo principal performativo que domina la oración declarativa.”